# Нагрудный знак «Воину-интернационалисту»
«Воину-интернационалисту» — нагрудный знак для награждения военнослужащих Вооружённых Сил СССР (ВС СССР), учреждённый 28 декабря 1988 года, за участие в выполнении интернационального долга.

## История
Ещё до выпуска официальной награды воинам-интернационалистам в СССР появились несколько неофициальных знаков, за участие в выполнении интернационального долга, но награждение ими носило разрозненный характер, централизованной системы в СССР награждения лиц выполнявших интернациональный долг не было. Поэтому вскоре назрел вопрос о создании официальной награды в Союзе для данной категории лиц.
28 декабря 1988 года знак появился нагрудный знак установленного образца вместе с Грамотой Президиума Верховного Совета СССР воину — интернационалисту".

1. Учредить Грамоту Президиума Верховного Совета СССР воину — интернационалисту.

2. Наградить Грамотой Президиума Верховного Совета СССР воину — интернационалисту военнослужащих Вооруженных Сил СССР за выполнение интернационального долга в Республике Афганистан в период с 01.12.1979 года.

3. Лицам, награждённым Грамотой Президиума Верховного Совета СССР воину — интернационалисту, вручается нагрудный знак установленного образца.
— Указ Президиума Верховного Совета СССР № 9964-XI «Об учреждении Грамоты Президиума Верховного Совета СССР воину — интернационалисту»
Знаком и грамотой награждались военнослужащие, которые участвовали в следующих военных конфликтах:
- Корея
  - 1950—1953 годы: война между северным (КНДР) и южным (Республика Корея) корейскими государствами. На стороне северян воевали советские лётчики.
- Алжир:
  - 1962—1964 годы

- Египет:

Изображение знака «Воин-интернационалист СССР» на нарукавном знаке.

  - октябрь 1962 года — март 1963 года;
  - июнь 1967 года;
  - 1968 год;
  - март 1969 года — июль 1972 года;
  - октябрь 1973 года — март 1974 года;
  - июнь 1974 года — февраль 1975 года (личный состав тральщиков Черноморского и Тихоокеанского флотов, участвовавших в разминировании зоны Суэцкого канала)
- Йеменская Арабская Республика:
  - октябрь 1962 года — март 1963 года;
  - ноябрь 1967 года — декабрь 1969 года
- Вьетнам:
  - январь 1961 года — декабрь 1974 года, в том числе личный состав разведывательных кораблей Тихоокеанского флота, решавших задачи боевой службы в Южно-Китайском море
- Сирия:
  - июнь 1967 года;
  - март — июль 1970 года;
  - сентябрь — ноябрь 1972 года;
  - октябрь 1973 года

- Ангола:

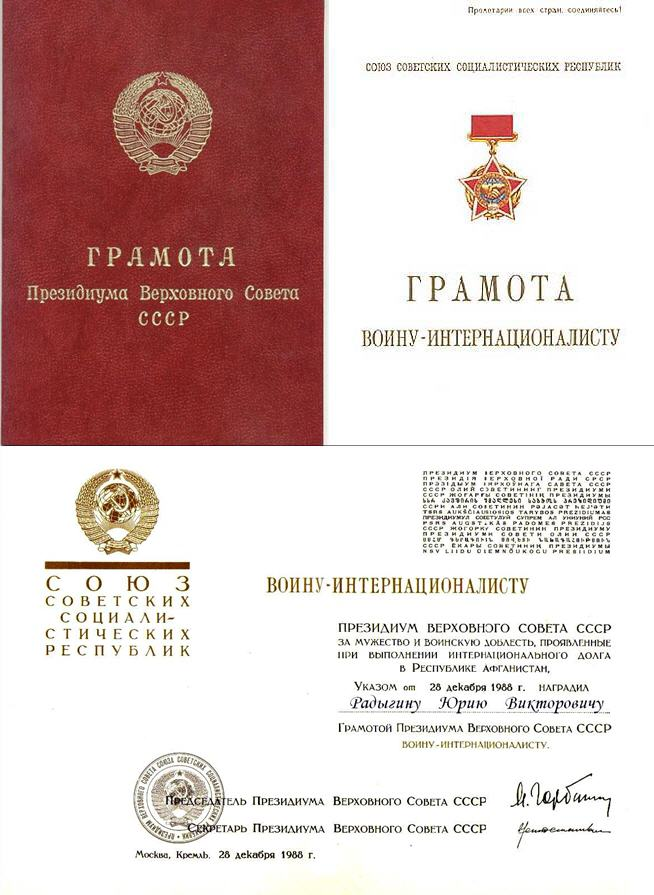
Грамота Президиума Верховного Совета СССР вручавшаяся при награждении знаком «Воин-интернационалист СССР».

  - ноябрь 1975 года — ноябрь 1992 года
- Мозамбик:
  - 1967—1969 годы;
  - ноябрь 1975 года — ноябрь 1979 года;
  - март 1984 года — август 1988 года
- Эфиопия:
  - декабрь 1977 года — ноябрь 1990 года;
- Афганистан:
  - апрель 1978 года — 15 февраля 1989 года
- Камбоджа:
  - апрель — декабрь 1970 года
- Бангладеш:
  - 1972—1973 годы (личный состав кораблей и вспомогательных судов Военно-Морского Флота СССР)
- Лаос:
  - январь 1960 года — декабрь 1963 года;
  - август 1964 года — ноябрь 1968 года;
  - ноябрь 1969 года — декабрь 1970 года
- Сирия и Ливан:
  - июнь 1982 года

3 марта 1989 года началось тиражирование знака. Он изготавливался на Ленинградском монетном дворе. Всего было выпущено 505 083 знака.

## Описание
Автор рисунка знака — художник А. Б. Жук.
Описание знака:

Круглый лавровый венок, на который наложена красная пятиконечная звезда с белой окантовкой. На её лучах расположены по три радиально направленных золотистых риски. В центре, на фоне голубого земного шара с сеткой меридианов и параллелей, изображено рукопожатие. Вокруг земного шара идет красный пояс с надписью: воину-интернационалисту. Ниже размещен небольшой щит с выпуклой надписью: «СССР». При помощи ушка и кольца знак крепится к прямоугольной колодке, имеющей снизу прорезь для обтяжки красной муаровой лентой шириной 24 мм. Все детали, надписи, буртики и фацет знака золотистые.
— Официальное описание нагрудного знака «Воину-интернационалисту» - Постановление Президиума Верховного Совета СССР от 28 декабря 1988 года № 9965-XI.
Знак изготавливался из латуни. Размер — 65 х 42 мм.

## Порядок ношения
- Нагрудный знак «Воину-интернационалисту» носился и носится на парадной и повседневной военной форме одежды с правой стороны, и размещался на расстояниях, установленных инструкцией для ношения формы одежды.
- Крепление — штифтовое, на колодке.